# ایستگاه متروی بو رود
ایستگاه متروی بو رود (انگلیسی: Bow Road tube station) یکی از ایستگاه‌های خط ناحیه و خط همرسمیت و سیتی متروی لندن است.
این ایستگاه که در منطقه تاور هملتس لندن قرار دارد در سال ۱۹۰۲ میلادی تأسیس شده است.